# Else Hvidhøj
Else Hvidhøj (21. november 1937 i København – 13. september 1987 i Rødovre) var en dansk skuespillerinde.
Uddannet skuespillerinde i 1958.
Mest kendt for at have spillet rollen som Søs i filmen Far til fire på Bornholm (1959), hvor hun overtog rollen fra Birgitte Price under dennes graviditet.
Har herudover medvirket i Det skete på Møllegården (1960) og Komtessen (1961).